# Stenandrium dulce
Stenandrium dulce là một loài thực vật có hoa trong họ Ô rô. Loài này được (Cav.) Nees miêu tả khoa học đầu tiên năm 1847.

## Hình ảnh

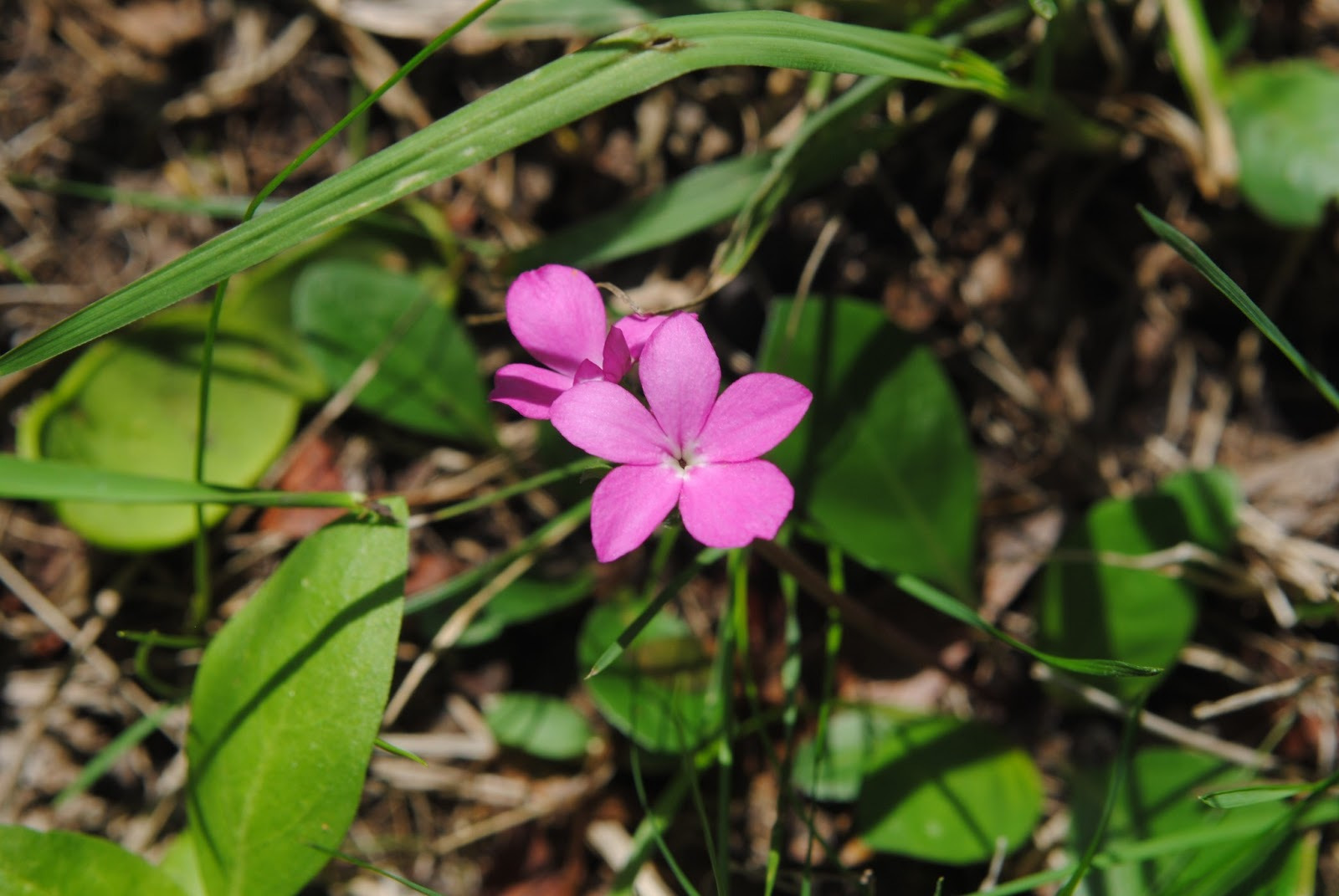
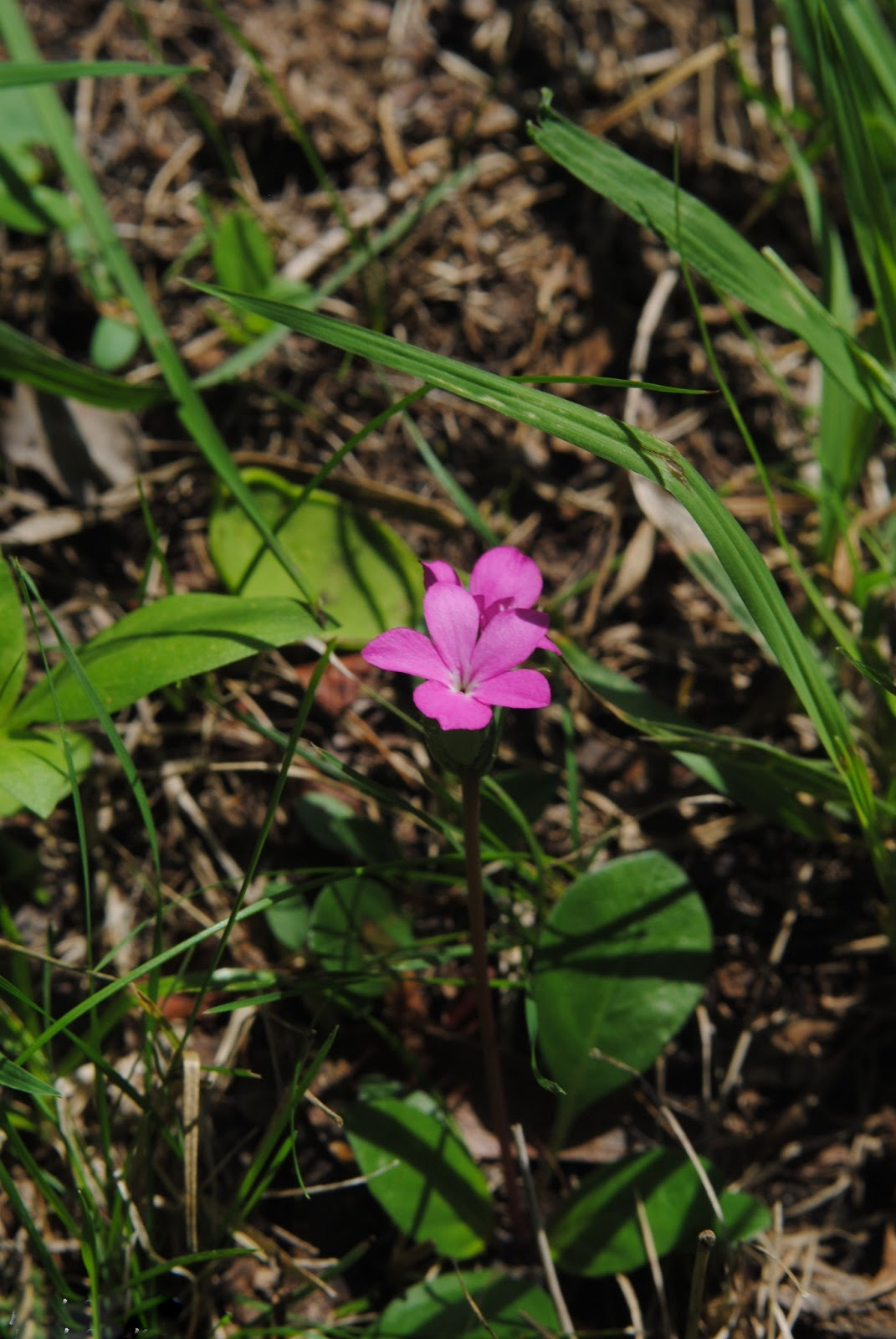
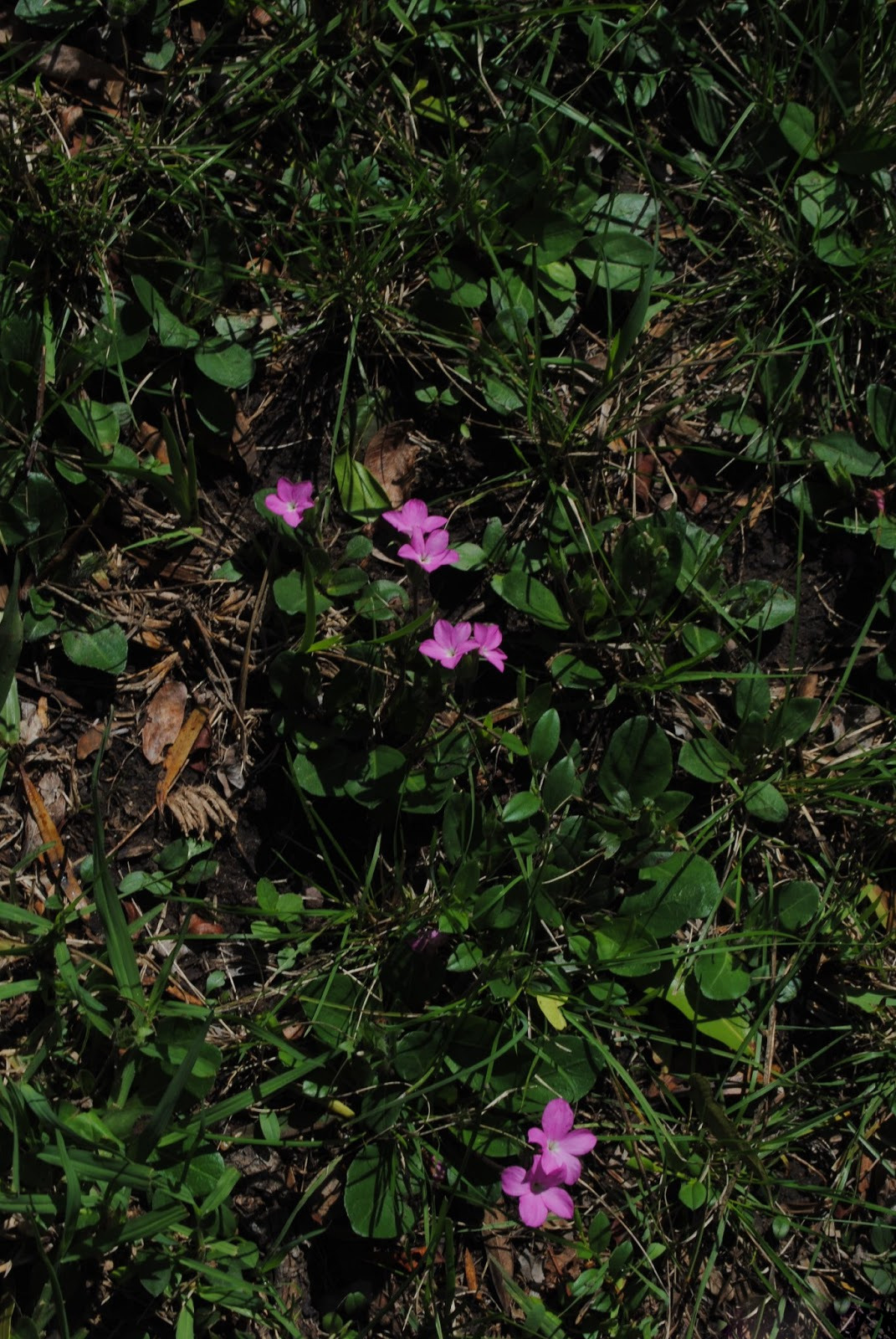
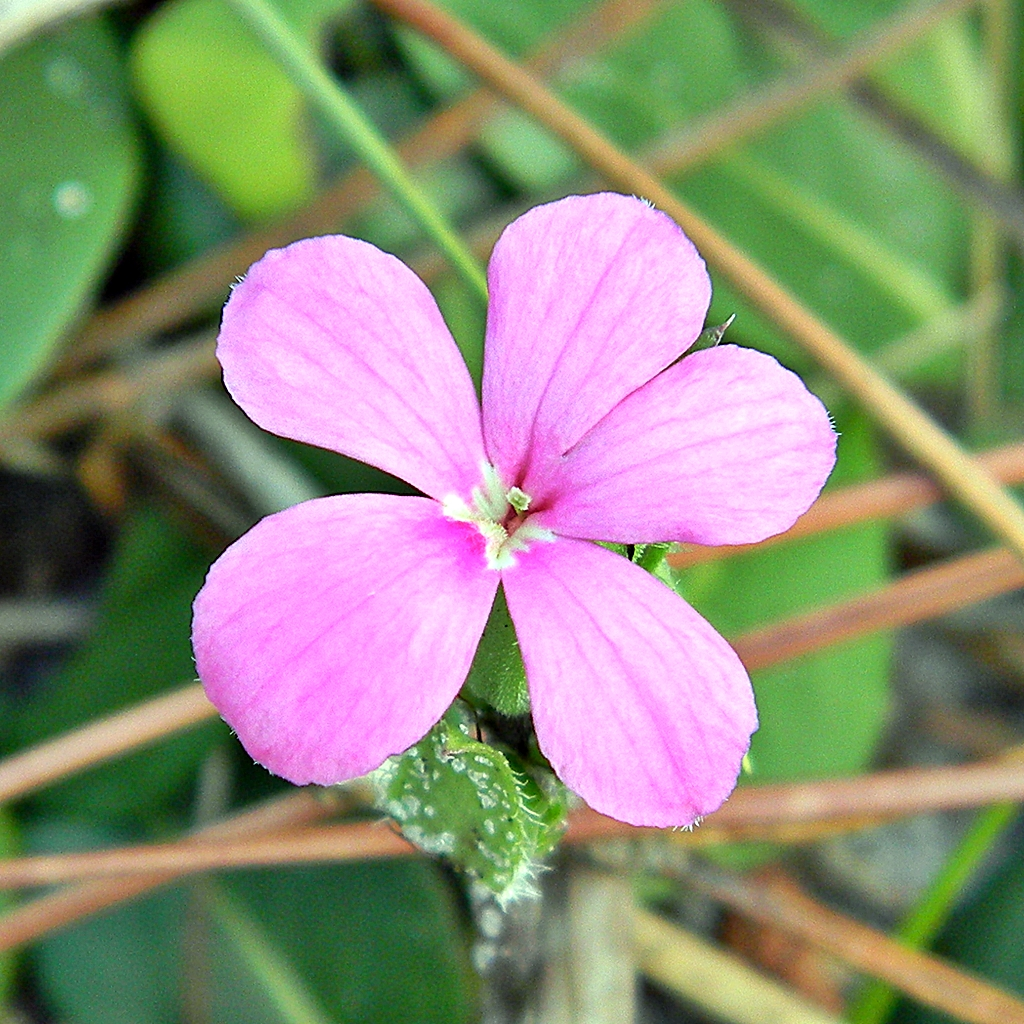